# T1 (telecommunicatie)
Een T1-lijn is een in Verenigde Staten van Amerika, Canada en Japan toegepaste spraak- dan wel datalijn geleverd door de telecomleverancier indien meer capaciteit gewenst is dan over bijvoorbeeld ISDN geleverd kan worden. Veelal zal de lijn van koper zijn, hoewel glasvezel ook voorkomt. De capaciteit van een T1 is gelijk aan 24 gebundelde verbindingen, namelijk 1544 kbit/s. Deze verbindingen zijn normaal 56 kbit/s, zodat er nog ruimte is voor signalisatie. (Dit in tegenstelling tot de E1-variant, waar dertig 64kbit/s-verbindingen zijn.)
Behalve tussen telefooncentrale en eindgebruiker werd een T1 ook ingezet tussen telefooncentrales. Inmiddels ligt hiervoor het gebruik van SONET meer voor de hand.
Tegenwoordig zal men voor een dataverbinding eerder geneigd zijn gebruik te maken van enige vorm van DSL omdat dit kostentechnisch veel gunstiger is en in sommige gevallen gelijke betrouwbaarheidsgaranties gegeven kunnen worden.